# Earl Robinson
Earl Hawley Robinson (Seattle, 2 de julho de 1910 – Seattle, 20 de julho de 1991) foi um compositor e letrista americano e pai do também compositor Perry Robinson. Entre suas canções mais memoráveis figuram Ballad for Americans, The House I Live In e Joe Hill.

## Biografia
Robison aprendeu a tocar violino, viola e piano durante sua infância. Estudou harmonização na Universidade de Washington, graduando-se em 1933, aos 23 anos de idade. Um ano depois mudou-se para Nova Iorque, aonde teve lições com Hanns Eisler e Aaron Copland.
Do início a meados dos anos 40, Robinson dedicou-se bastante a compor trilhas sonoras para filmes de Hollywood, porém, após ter sido incluído na lista negra, durante a era de perseguição imposta aos comunistas nos EUA pelo senador McCarthy, ele viu-se impossibilatado de seguir trabalhando em Hollywood. Retornou então a Nova Iorque, aonde passou a comandar um programa musical na Elisabeth Irwin High School, como diretor de orquestra e coro.
Apesar de perseguido por sua posição política, o trabalho de Robison não foi apagado da história americana, e entre seus trabalhos mais lembrados estão a melodia de Ballad for Americans, The House I Live In (um [Hit single|hit]] de 1945 gravado por Frank Sinatra), Joe Hill e Black and White, entre tantas outras.
Earl Robison morreu aos 81 anos de idade, vítima de acidente de carro, na sua cidade natal de Seattle.